# Leapmotor

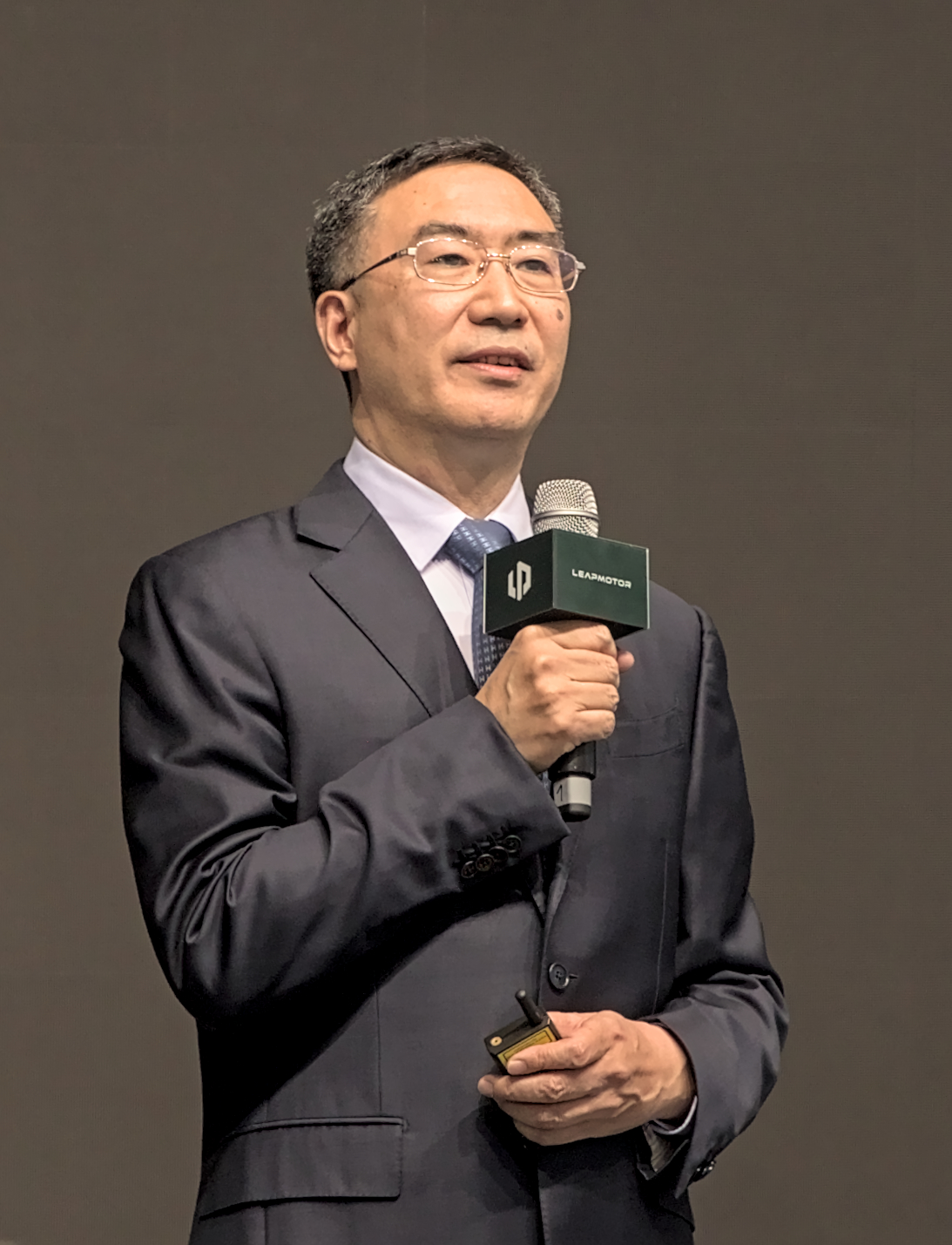
Gründer und CEO Zhu Jiangming, IAA 2023

Leapmotor ist ein chinesischer Hersteller von Elektroautos sowie als serielle Hybride ausgeführten Modellen. Das Unternehmen wurde 2015 von dem Elektronik-Ingenieur Zhu Jiangming gegründet, der auch Mitgründer der im Bereich der Videoüberwachung tätigen chinesischen Dahua Technology ist. Der Sitz von Leapmotor ist Hangzhou. Die Aktien des Unternehmens werden an der Hong Kong Stock Exchange notiert. Der Name des Unternehmens beruht auf dem englischen Wort leap (deutsch „(Freuden-)Sprung“).

## Geschichte
Im Jahr 2017 wurde ein kompaktes elektrisches Coupé auf der Auto Show in Guangzhou vorgestellt. Als Leapmotor im April 2019 an der Auto Shanghai teilnahm, sammelte es als Start-up noch Geldmittel. Im Juli 2019 wurde das erste kleine Coupé ausgeliefert. 2022 stellte Leapmotor mit einem um den Elektro-Kleinstwagen T03 und den Elektro-SUV C11 erweiterten Programm etwa 111.000 Fahrzeuge her. Im Herbst 2023 beschäftigte Leapmotor über 2000 Ingenieure. Die Entwicklung schließt Hard- und Software ein. Für das Bestehen des Unternehmens ist mindestens eine Verfünffachung des Ergebnisses von 2022 (über 500.000 Fahrzeuge pro Jahr) nötig.
Nach Gesprächen mit Volkswagen bildete Leapmotor im Oktober 2023 das Joint Venture Leapmotor International mit Stellantis. Stellantis investierte 1,5 Milliarden Euro in Leapmotor. An dem Joint Venture hält Leapmotor 49 und Stellantis 51 Prozent. Damit wird Herstellung und Vertrieb der Fahrzeuge über den Heimatmarkt hinaus möglich. In einem Pilotprojekt wird seit Anfang 2023 der Kleinstwagen T03 in Frankreich verkauft. Auf neun Märkten Europas – darunter auch Deutschland, jedoch nicht Österreich (Markteinführung Jänner 2025) und die Schweiz – begann der Verkauf im September 2024 mit den Modellen T03 und C10.

## Technik
2019 hatte das Unternehmen die drei Fahrzeug-Plattformen S (bislang Coupé, etwa 4 m Länge), T (Kleinstwagen) und C (SUV, Limousine). Im Mai 2022 kündigte Leapmotor Fahrzeugkonstruktionen mit direkt ins Chassis eingebauten Batteriezellen an (Cell-to-Chassis-Technik, CTC). Für die Batterien des SUV C10 wird auch Lithium-Eisenphosphat (LFP) eingesetzt. Bei diesem Fahrzeug kann durch 800-Volt-Technik schnell geladen werden. Bei den Assistenzsystemen verwendet Leapmotor Technik von Bosch, Nvidia, NXP Semiconductors, Qualcomm und ZF Friedrichshafen. Bei den Steuergeräten sind Over-the-Air-Updates (OTA) möglich.

## Modelle
- Kleinstwagen (etwa 3,6 m Länge): Leapmotor T03 (seit 2020)
- Kleines Coupé (etwa 4 m Länge): Leapmotor S01 (2019–2022)
- SUV: Leapmotor B10 (seit 2025),[23] Leapmotor C10 (seit 2024), Leapmotor C11 (seit 2020), Leapmotor C16 (seit 2024)
- Limousine: Leapmotor B01 (etwa 4,8 m Länge, seit 2025), Leapmotor C01 (seit 2022)

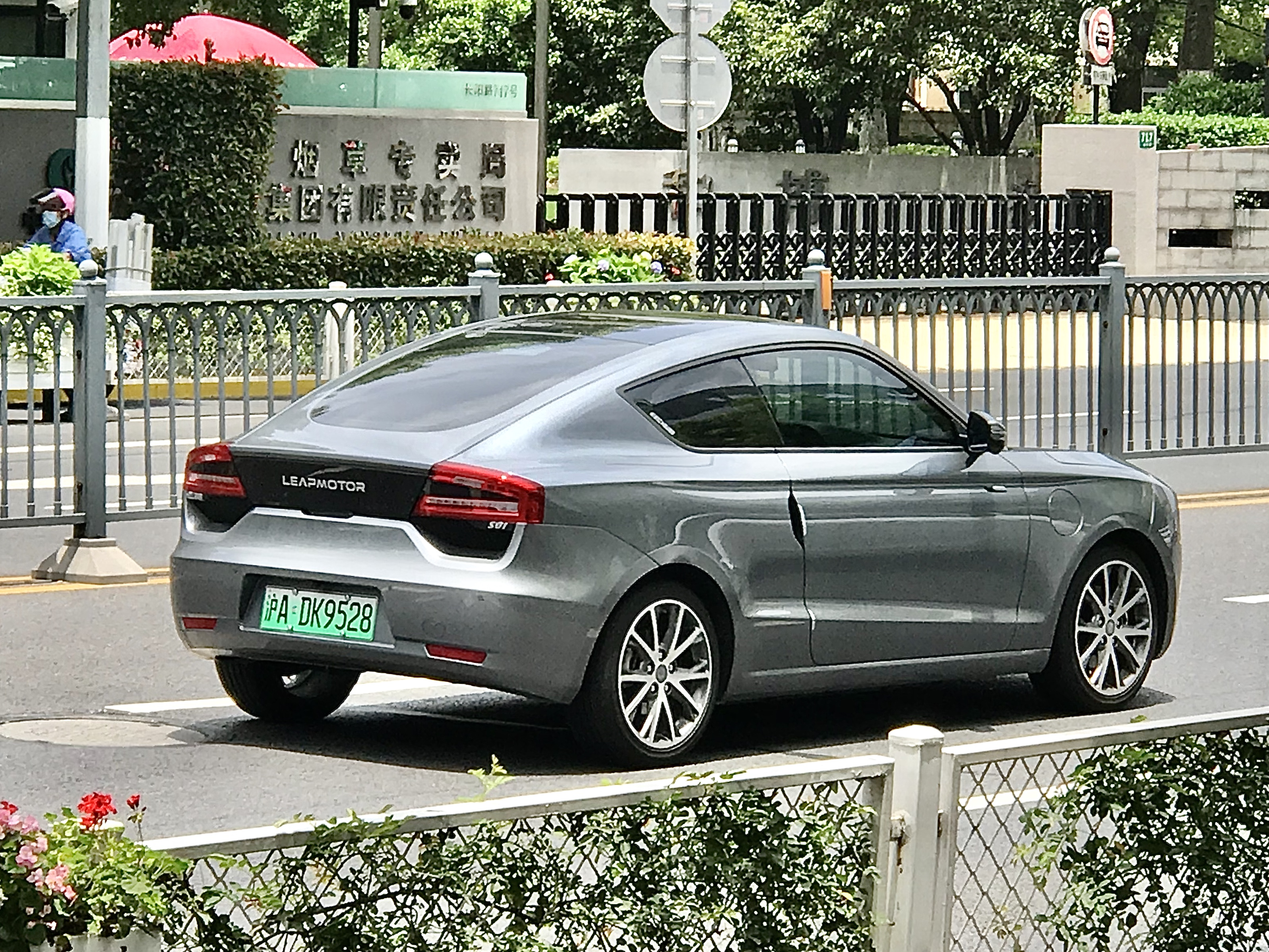
Coupé S01, 2019–2022
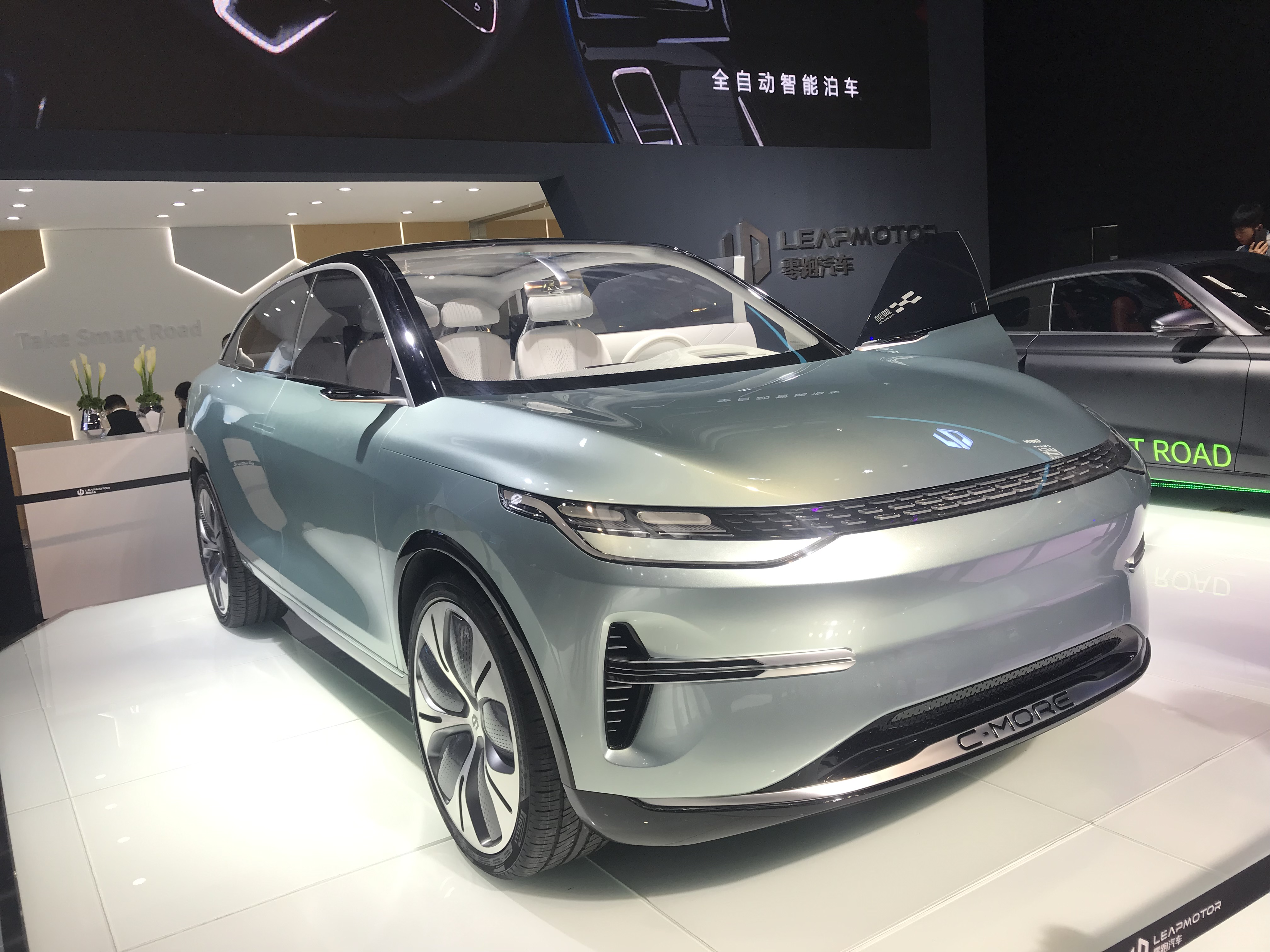
SUV-Studie C-More, 2019 auf der Shanghai Auto Show
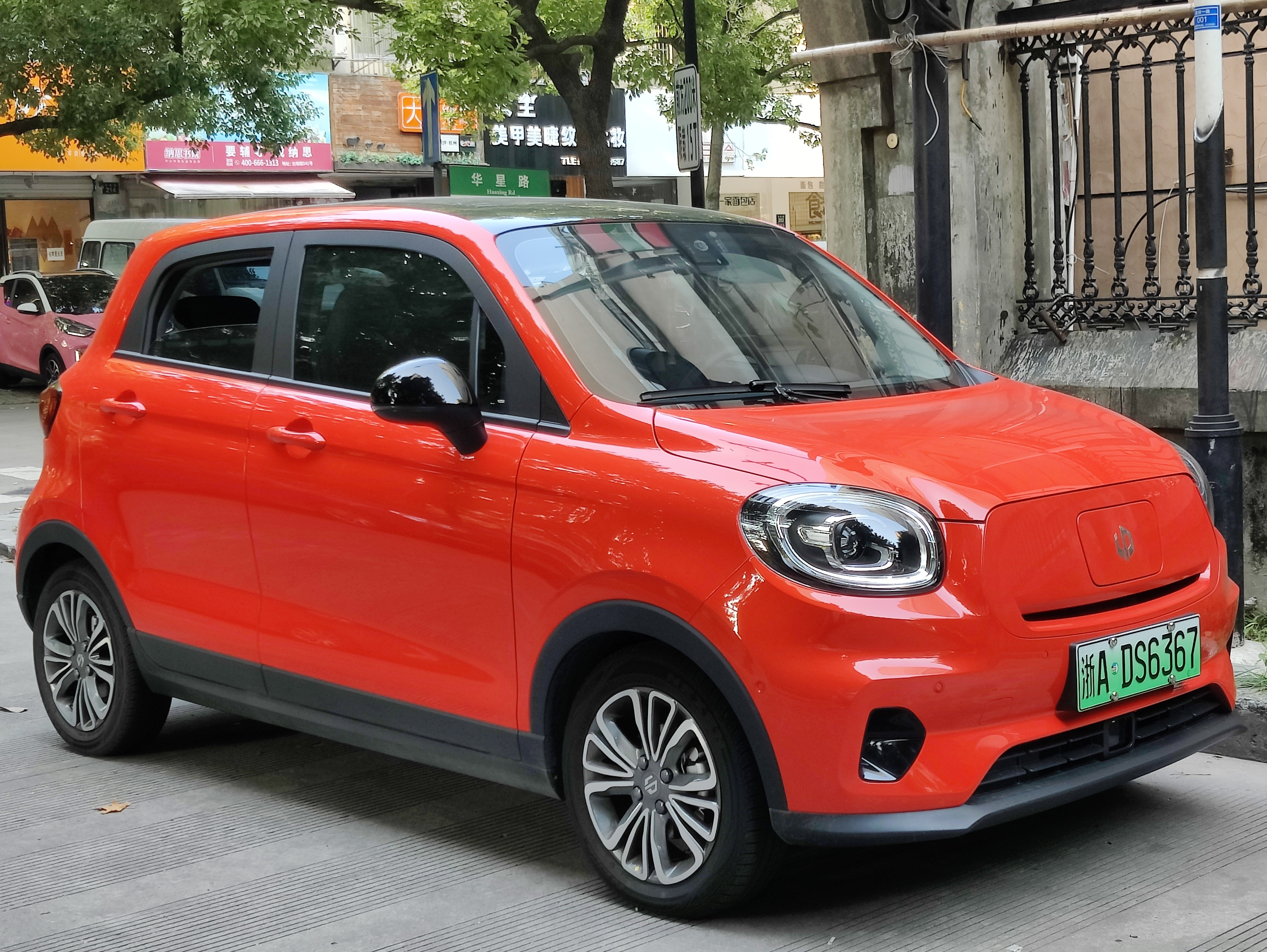
Kleinstwagen T03, seit 2020
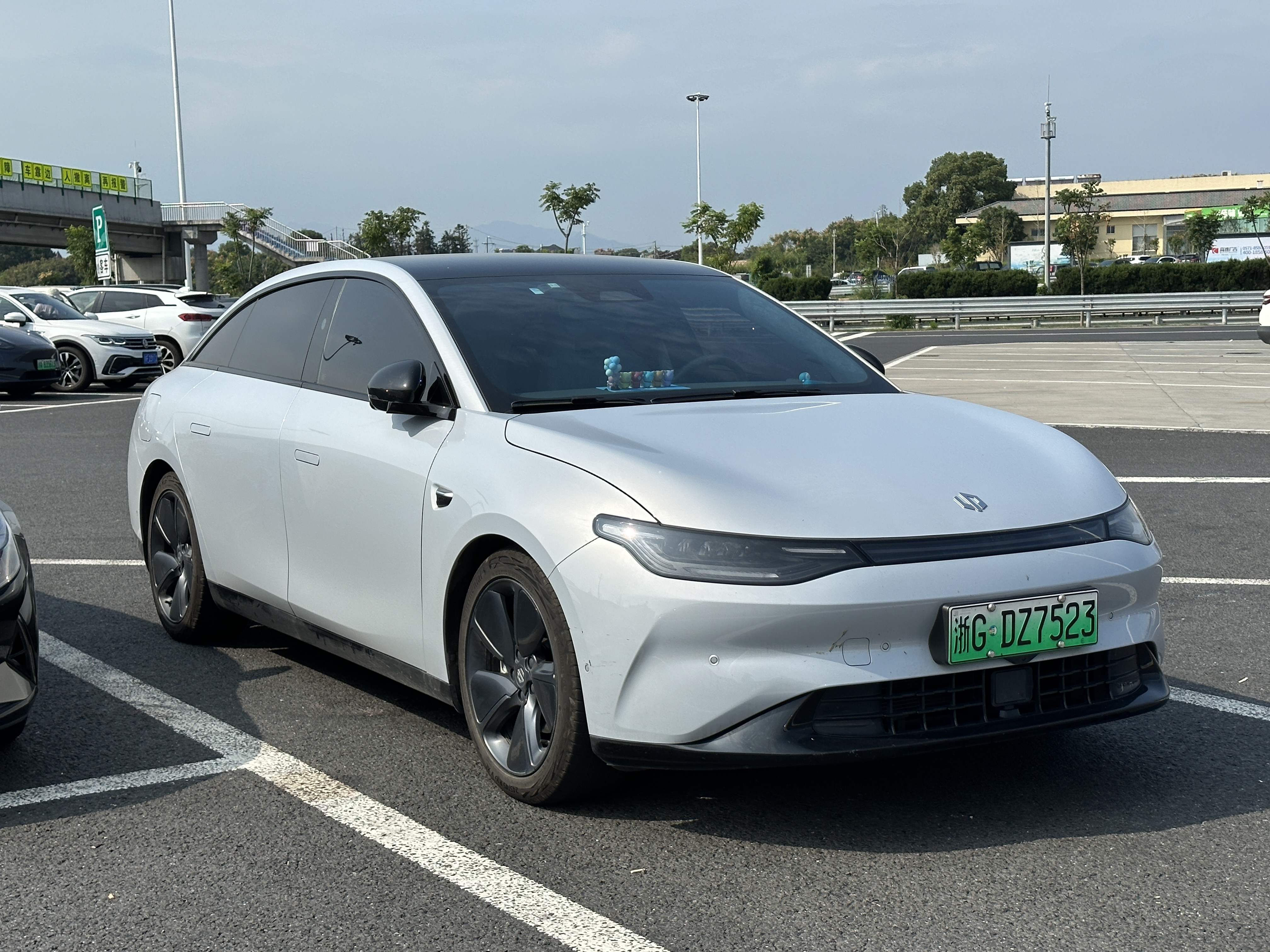
Limousine C01, seit 2022
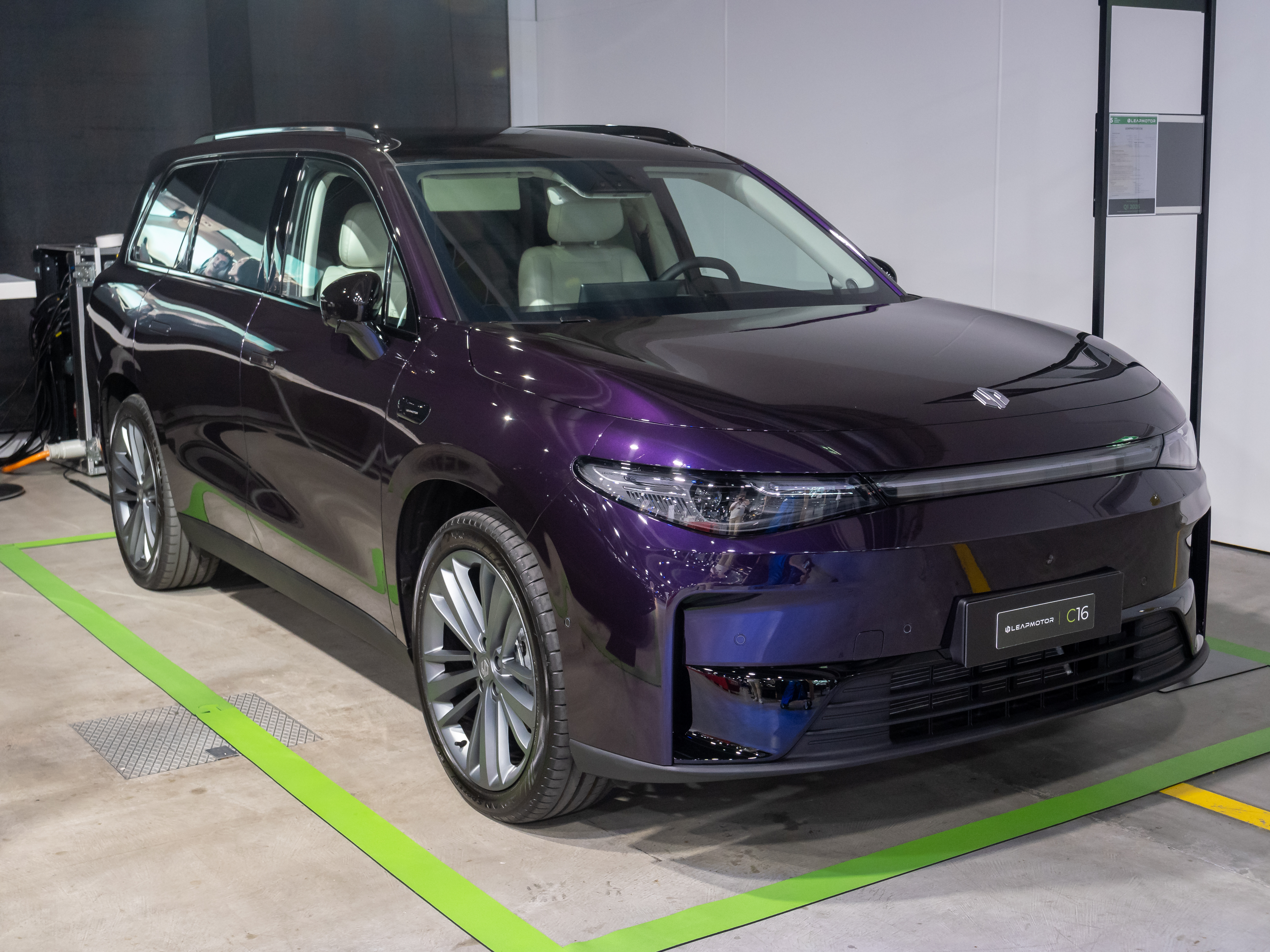
SUV C16, seit 2024
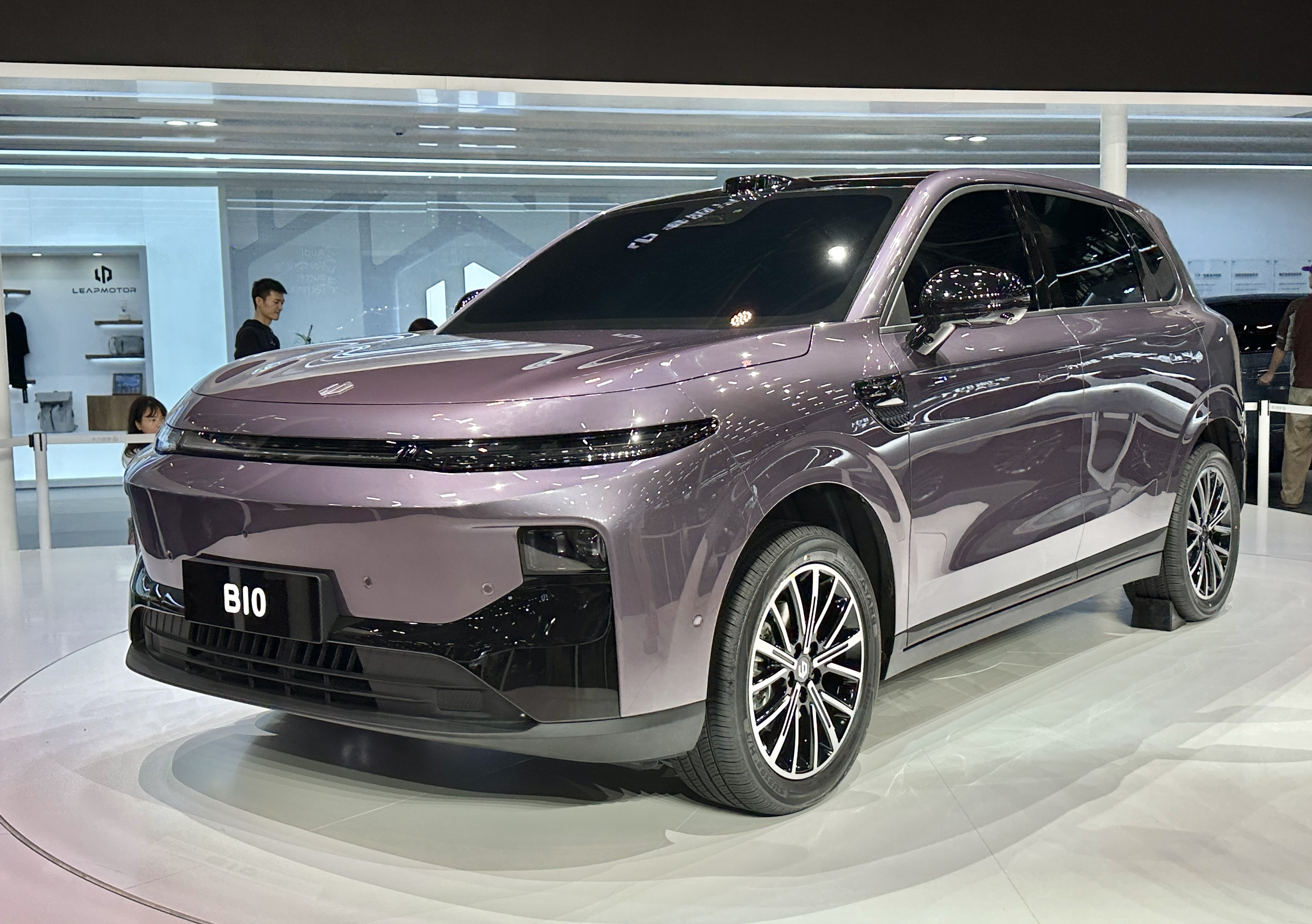
SUV B10, seit 2025
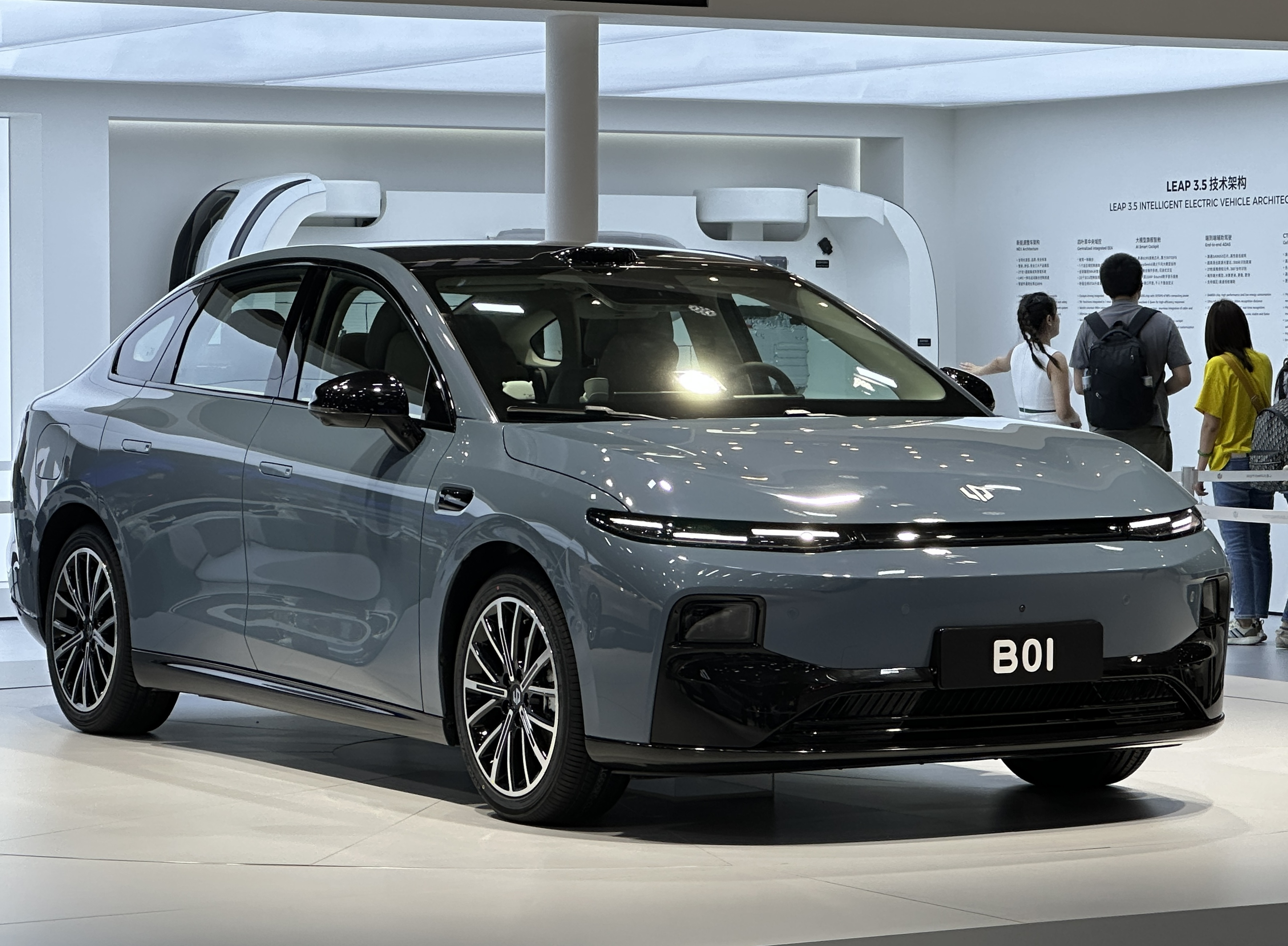
Limousine B01, seit 2025
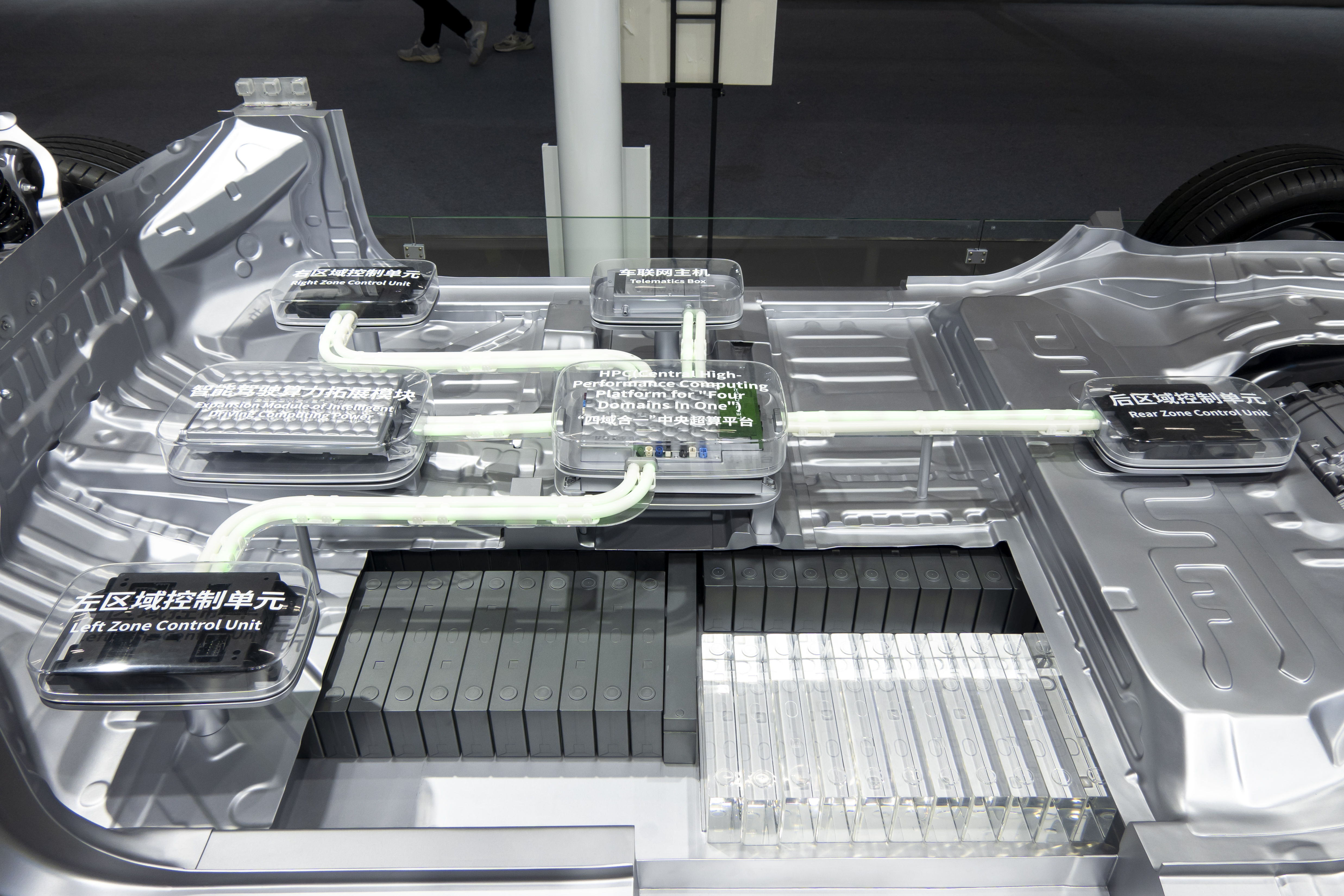
Chassis der Leap3.0-Plattform mit Batterien am Fahrzeugboden, 2022

## Verkaufszahlen
Im Jahr 2024 hat Leapmotor 293.724 Fahrzeuge ausgeliefert.
| Jahr                                                          |      |  | Stück   |         |
| 2020                                                          | 2020 |  | 11.391  | 11.391  |
| 2021                                                          | 2021 |  | 43.121  | 43.121  |
| 2022                                                          | 2022 |  | 111.168 | 111.168 |
| 2023                                                          | 2023 |  | 144.155 | 144.155 |
| 2024                                                          | 2024 |  | 293.724 | 293.724 |
| Verkaufszahlen pro Jahr, Quelle: 2020, 2021, 2022, 2023, 2024 |      |  |         |         |